# نهر تريم
نهر تريم هو نهر يتدفق في سويسرا في كانتون فريبورغ، وهو أحد روافد نهر سارين، ويعد أحد روافد نهر الراين من نهر الآر.

## جغرافية
يبلغ طول مجراها المائي 17 كم. نهر تريم هو أحد روافد سارين قبل انظمامه إليه بوقت قصير لبحيرة كغويغ .